# La cantante mundana
La cantante mundana (en italiano, La cantante mondana) es un óleo sobre lienzo de 61 × 46 cm del pintor italiano Giovanni Boldini. Datado hacia 1884, se conserva en depósito en el museo Giovanni Boldini de Ferrara.

## Historia
Tras abandonar las escenas de género, a principios de la década de 1880, Boldini volvió al retrato y, al mismo tiempo, emprendió una investigación figurativa sobre el tema de la ciudad moderna, que constituyó la parte más íntima y experimental de su producción, la de los dibujos, grabados u obras destinadas a amigos.  Primero amplió sus investigaciones a los lugares de vida nocturna como teatros, cafés-concierto y los salones con veladas musicales. Músicos, bailarines, cantantes, grupos reunidos en cafés aparecen en sus diversas obras que, a través de sus temas y su estilo, delatan el conocimiento de los debates figurativos de las vanguardias y la deuda con Edgar Degas con quien Boldini frecuentaba el París de la noche y sus protagonistas. 
La cantante mundana es uno de los raros cuadros de Boldini dedicados a la música, siendo él un apasionado melómano que tiene un piano en su taller donde se sientan sus amigos músicos o diletantes que comparten su pasión.
La obra, que anteriormente pertenecía a la colección del artista y luego pasó a una colección privada, fue adquirida por la Fundación Carife en 2008 y conservada en el Museo Giovanni Boldini.

## Descripción
Como se deduce de una comparación con una acuarela contemporánea ahora perdida (Dos amigos, Dini y Dini, 394), el cuadro no se ambienta en un café o en una sala de música, sino en el taller del artista en la plaza Pigalle, del cual Boldini ofrece una visión con su piano y dos cuadros en la pared. 

## Análisis
El material pictórico se aplica con un gesto flexible, mediante grandes y amplias pinceladas sintéticas. La composición, construida a partir de un complejo entrelazamiento de diagonales, se caracteriza por cortes repentinos, sin duda tomados de la estética del japonismo entonces muy de moda, como el que deja fuera del encuadre el cuerpo del pianista del que sólo son visibles las manos y el rostro. El punto de vista elevado acentúa el movimiento de la cantante inclinándose de espaldas al espectador, que culmina con la repentina apertura de su abanico, elemento también apreciado por Degas y Giuseppe De Nittis. La obra también ofrece un fuerte primer plano, que acentúa la inmediatez y por tanto la "verdad" de la escena. 